# عملية الجرافة
في 2 يوليو 2008، نفذ حسام تيسير دويات، وهو عربي من سكان القدس الشرقية (ويُشار إليه أيضاً باسم حسام دويات، أو بشكل خاطئ جبر دويات)، هجوماً باستخدام مركبة دهس على شارع يافا في القدس، مستخدماً جرافة أمامية (وقد أُشير إليها بشكل خاطئ في وسائل الإعلام بأنها بلدوزر)، ما أسفر عن مقتل ثلاثة مدنيين وإصابة ما لا يقل عن 30 من المشاة، قبل أن يُقتل رمياً بالرصاص. وذكر المتحدث باسم الحكومة الإسرائيلية مارك ريغيف أن التحقيقات أشارت إلى أن المنفذ تصرف بمفرده. لم يُعرف دافع الهجوم بشكل فوري، لكن الشرطة وصفت الحادث بأنه هجوم إرهابي. ومنذ ذلك الحين وقعت ثلاث هجمات مقلدة.
كان هذا الهجوم هو الثاني في عام 2008 الذي ينفذه عربي من عرب 48 في القدس الغربية أثناء حمله بطاقة هوية إسرائيلية (والتي تتيح حرية الحركة والسفر داخل إسرائيل)، وكان الأول في عملية القسامي علاء أبو دهيم في أوائل مارس 2008. وفي 7 أبريل 2009، تم هدم منزل دويات كوسيلة ردع معلنة ضد هجمات مستقبلية، وكان ذلك أول هدم من هذا النوع منذ عام 2005.

## الهجوم

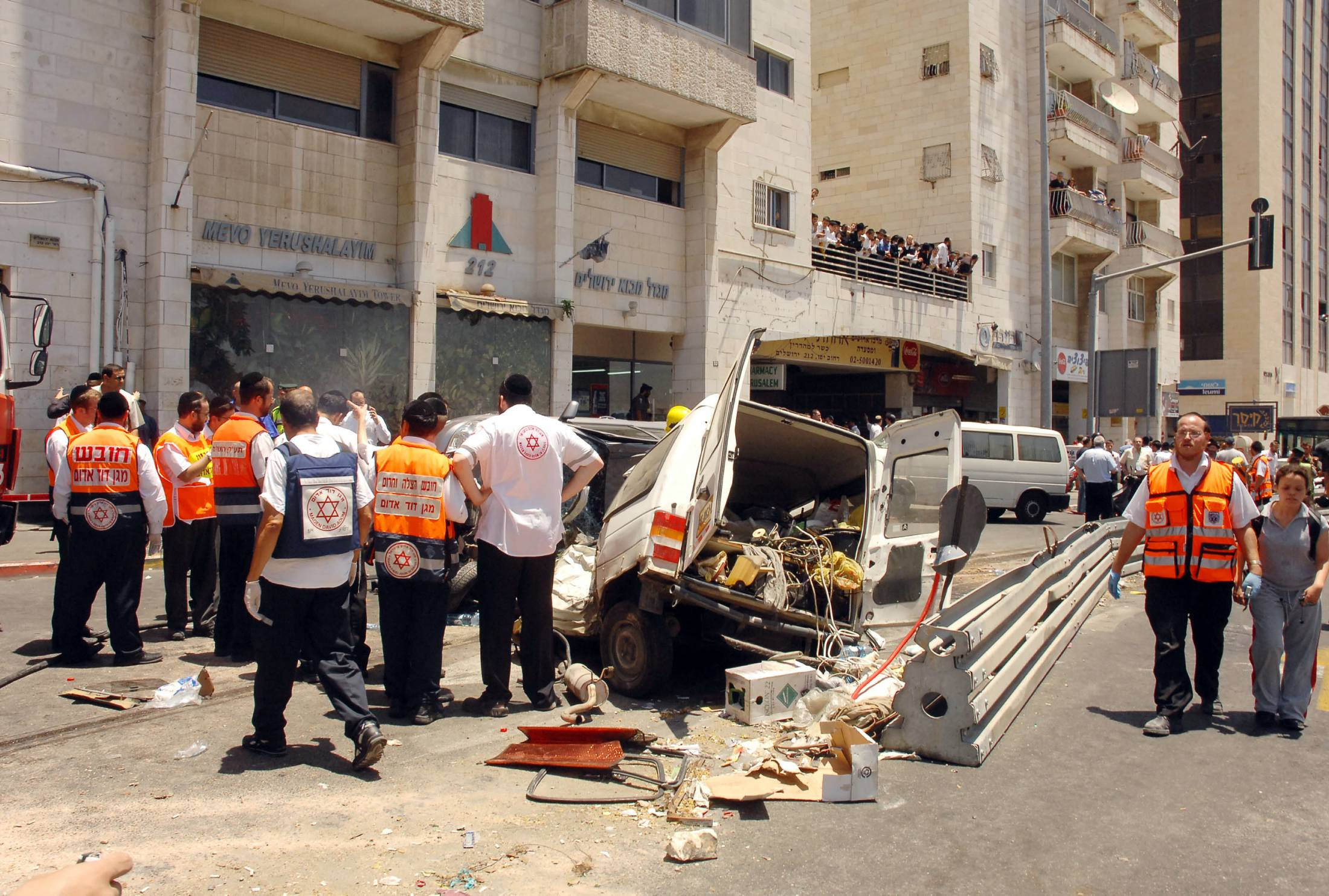
الأضرار الناتجة عن الهجوم

تشير التحقيقات الأولية إلى أن الجرافة الأمامية من طراز كاتربيلر 966 قد أُخذت من موقع بناء قريب في شارع يافا، حيث قاد المنفذ المركبة عكس اتجاه السير، قبل أن يصطدم بحافلة تابعة لشركة إيجد للنقل العام قرب محطة الحافلات المركزية القديمة في المدينة. تسبب الاصطدام في انقلاب الحافلة على جانبها واصطدامها بمركبات ومشاة قريبين. سُمع منفذ الهجوم، حسام تيسير الدويات، وهو يصرخ "الله أكبر" خلال الهجوم. وبعد أن أطلقت شرطية مرور النار عليه، توقفت الجرافة مؤقتًا، لكنها عادت للتحرك مجددًا وسحقت سيارة أخرى مما أسفر عن مقتل شخص آخر.
عندما توقفت المركبة لأول مرة، صعد ثلاثة رجال إلى المقصورة: جندي غير نظامي يبلغ من العمر 20 عامًا من القدس يدعى موشيه بليسر وكان قد انضم حديثًا إلى جيش الدفاع الإسرائيلي، وشرطي لم يُذكر اسمه، وأورون بن شمعون، وهو مدني مسلح ومدير شركة أمنية إقليمية. ووفقًا لأورون، فقد كان يصارع المنفذ داخل المقصورة محاولًا رفع قدميه عن دواسة الوقود والسيطرة على عجلة القيادة، وصاح في الجندي ليطلق النار عليه. أخذ الجندي مسدس أورون وأطلق ثلاث رصاصات على رأس الدويات من مسافة قريبة أردته قتيلًا. وبعد أن توقفت الجرافة مجددًا على الفور، صعد الشرطي إيلي مزراحي على المقصورة وأطلق طلقتين إضافيتين.
نُقل عن الجندي قوله: "اقتربت من الجرافة وأنا أبحث عن سلاحي لأطلق النار عليه". ومن المصادفات أن الجندي هو صهر النقيب ديفيد شابيرا، الضابط الذي أطلق النار على المنفذ في مجزرة مركز هراف.
تم تصوير لحظة إطلاق النار على المنفذ وقتله من زاويتين مختلفتين على الأقل، مما يوفر مستوى أعلى من التفاصيل البصرية مقارنة بالهجوم نفسه الذي وثق في الغالب من خلال شهود عيان وصور التُقطت بعد الواقعة.

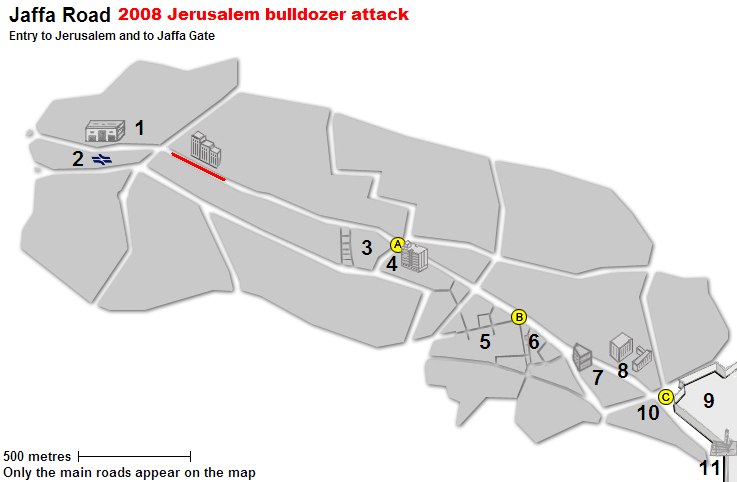
خريطة طريق يافا تشير إلى موقع العملية

وذكر شاهد عيان أن الدويات كان مسلحًا وكان "يطلق النار على شرطي".

### الضحايا
- باتشيفا أونترمان، 33 عامًا، من القدس[20] — معلمة في روضة أطفال وزوجة إيدو أونترمان، حفيد الحاخام الأكبر السابق يسر يهودا أونترمان. كانت في سيارتها وقت وقوع الهجوم، وقد تم إنقاذ ابنتها البالغة من العمر ستة أشهر من السيارة قبل أن تصطدم بها الجرافة.[21]
- إليزابيث غورين-فريدمان، 54 عامًا، من القدس[22] — من أصل نمساوي، وكانت تعمل كمعلمة في مدرسة للمكفوفين.[21]
- جان ريلفي، 68 عامًا، من القدس[23] — فني تكييف هواء يسكن في حي جيلو.[21]

## المنفذ
كان دويات يبلغ من العمر 32 عامًا، وأبًا لطفلين من حي صور باهر في القدس الشرقية. كما كان يحمل بطاقة هوية إسرائيلية، ويعمل لدى شركة إنشاءات محلية ضمن مشروع القطار الخفيف في القدس.
تبنت ثلاث منظمات فلسطينية المسؤولية عن الهجوم: كتائب شهداء الأقصى، و"كتائب حرية الجليل" (العبرية: גדודי חופשיי הגליל)، والجبهة الشعبية لتحرير فلسطين. ومع ذلك، قال مفوض الشرطة الإسرائيلية دودي كوهين إن المنفذ تصرف على ما يبدو بشكل منفرد، وإن "الهجوم يبدو كأنه عمل عفوي". وبعد نحو ساعتين من الحادث، صرح متحدث باسم حركة حماس أن الهجوم "رد طبيعي على العدوان الإسرائيلي"، إلا أنه أكد أن الحركة لا تعرف هوية المنفذ.
قال شمعون كوكوس، محامي عائلة دويات، إن حسام "لم يكن ينتمي لأي منظمة مسلحة، وقد يكون تصرف بدافع جنون مؤقت"، مضيفًا: "لو لم يُقتل أثناء الهجوم، لكان من المشكوك فيه أن يُعتبر لائقًا للمحاكمة". وقال والده تيسير: "ابني لم يتحدث أبدًا عن تنفيذ هجوم كهذا، ولو علمت بذلك، لكنت حاولت منعه"، وذلك خلال حديثه لوسيلة إعلام بينما كانت الشرطة تستعد لاستجوابه.
كما علّقت صديقة يهودية سابقة للدويات قائلة: "هو لم يكن يكره اليهود. الحقيقة أنه كان على علاقة بي. ما حدث جنون، لكنه لم يكن بدافع قومي". وأضافت أن مزاجه السيئ قد يكون مرتبطًا بـ "تعاطيه الكثير من المخدرات". وقد أدلى آخرون بتصريحات تفيد بتعاطي الدويات للمخدرات بانتظام، حيث قال أحد الجيران إنه "كان مدمن مخدرات... كان يتعاطى طوال الوقت... لقد كان مدمنًا تمامًا".

## ما بعد الحادث
أمرت قوات حرس الحدود الإسرائيلية عائلة دويات بإزالة خيمة العزاء التي أقاموها في الحي لابنهم. وأثناء مرور دورية من حرس الحدود في المنطقة، لاحظت إقامة الخيمة وأمرت العائلة بتفكيكها. وقد امتثلت العائلة للأمر وقامت بإزالتها دون مقاومة تُذكر.
بعد يومين من الهجوم، أمر وزير الدفاع إيهود باراك بهدم منزل دويات ومنزل علاء أبو دهيم (منفذ عملية مركز هراف)، كإجراء يُقصد به الردع ضد هجمات مستقبلية. وبعد رفض المحكمة العليا استئناف عائلة دويات، تم هدم منزله في 7 أبريل 2009، وهو أول هدم من نوعه منذ أن أوصت لجنة عسكرية في عام 2005 بعدم اتخاذ مثل هذه الإجراءات. وخلال عملية الهدم، أطلقت الشرطة النار وقتلت سائقًا فلسطينيًا صدم بسيارته ثلاثة من أفراد الشرطة.

### هجوم الجرافة في 22 يوليو
في 22 يوليو، قام غسان أبو طير، أحد سكان القدس الشرقية، باستخدام جرافة صغيرة خلفية ودهس بها سيارات وحافلة في شارع الملك داود في القدس، مما أدى إلى إصابة 24 شخصًا، بينهم شخص قُطعت ساقه جزئيًا. وقد قُتل أبو طير إثر إطلاق النار عليه من قبل أحد أفراد شرطة حرس الحدود الإسرائيلية ومدني مسلح. وقد اعتُبر الهجوم تقليدًا لهجوم 2 يوليو، وأثار مخاوف من تكرار هجمات مماثلة باستخدام المركبات كوسيلة للهجوم. وقع الهجوم على بعد أمتار من الفندق الذي كان من المقرر أن ينزل فيه المرشح الديمقراطي للرئاسة الأمريكية آنذاك باراك أوباما ضمن جولة دولية له.

### هجوم سيارة بي إم دبليو
في 22 سبتمبر 2008، قاد قاسم المغربي، أحد سكان القدس الشرقية، سيارة بي إم دبليو سوداء ودهس بها مجموعة من الجنود خارج الخدمة في أحد شوارع القدس، مما أسفر عن إصابة 19 شخصًا. وقد أطلق أحد الجنود النار على المغربي وقتله، وأكد متحدث باسم الشرطة الإسرائيلية أن الحادث كان "هجومًا إرهابيًا" وليس مجرد حادث مروري.

### هجوم 5 مارس 2009
أُصيب شرطيان في القدس عندما قام سائق جرافة عربي بقلب سيارتهما الشرطية ودهسها نحو حافلة، قبل أن يُقتل برصاص الشرطة وسائق تاكسي مسلح. وقع الهجوم حوالي الساعة 1 ظهرًا بالقرب من مركز تسوق مالحا في شارع مناحم بيغن جنوبي القدس. وقالت الشرطة إنه تم العثور على نسخة من القرآن في الجرافة بعد الهجوم، وأن السائق لم يكن يحمل أي وثائق تعريف. وفيما بعد، تم التعرف على السائق على أنه مري ردايدة، عامل بناء من الضفة الغربية في منتصف العشرينات من عمره، وكان يعيش مع عائلته في حي بيت حنينا في القدس الشرقية. كان ردايدة متزوجًا ولديه ابنة. وقد أشادت حماس بالهجوم، واصفة إياه بأنه "رد طبيعي" على هدم إسرائيل منازل الفلسطينيين في القدس الشرقية وعلى عملياتها العسكرية في قطاع غزة.

## ردود الفعل الرسمية
الأطراف المعنية
 إسرائيل:
- صرّح رئيس الوزراء الإسرائيلي إيهود أولمرت قائلًا: "لا يمكننا إقامة سياج لعزل عرب القدس الشرقية، ولا يمكن فحص كل منزل بحثًا عن إرهابي محتمل"، وأضاف: "علينا وقف الهجمات الإرهابية التي ينفذها عرب القدس الشرقية، وإذا تطلب الأمر وسائل ردع أو هدم منزل – فليكن ذلك".[43] أدانت منظمة بتسيلم هذه الخطط ووصفتها بأنها "عقاب جماعي غير قانوني".[44]
- عبّر رئيس إسرائيل شمعون بيريز عن فخره بسرعة تصرف الجندي الذي أطلق النار وقتل المنفذ.[45]

 فلسطين:
- السلطة الوطنية الفلسطينية: أدان الرئيس الفلسطيني محمود عباس الهجوم ووصفه بالإرهابي قائلًا: "نحن نريد حلولًا سلمية عبر المفاوضات".[46]
- حماس: أشادت حركة حماس بالعملية ونعت الشهيد «حسام دويات» وقالت بأن العملية رد طبيعي على جرائم العدوان الإسرائيلي في الضفة الغربية وقطاع غزة ووصفت حماس موقف عباس بـ«خائن ومتخاذل وعميل».[47]

منظمات فوق وطنية
- الأمم المتحدة: عبّر بان كي مون، الأمين العام للأمم المتحدة، عن تعازيه لعائلات الضحايا، وتمنياته بالشفاء العاجل للمصابين.[48]

دولياً
- المملكة المتحدة: أدان وزير الخارجية البريطاني ديفيد ميليباند الهجوم، واصفًا إياه بأنه "عمل مروع".[49]
- الولايات المتحدة: عبّر رئيس الولايات المتحدة جورج دبليو بوش عن تعازيه عبر اتصال هاتفي برئيس الوزراء الإسرائيلي إيهود أولمرت، واصفًا الهجوم بأنه "هجوم إرهابي قاتل".[50]

## وصلات خارجية
- هجوم إرهابي في شارع يافا، القدس – منشور على موقع وزارة الخارجية الإسرائيلية
- مقتل 3 على الأقل في هجوم بجرافة في القدس – منشور في صحيفة نيويورك تايمز بتاريخ 2 يوليو 2008
- سائق يدهس بجرافة حافلة في القدس؛ 3 قتلى وعشرات المصابين – منشور في يو إس إيه توداي بتاريخ 2 يوليو 2008
- بالصور: مجزرة الجرافة في القدس – منشور على بي بي سي نيوز بتاريخ 2 يوليو 2008